# 반교
《반교》(返校)는 중화민국의 게임 개발사 Red Candle Games(赤燭遊戲)의 공포 게임이다. 1960년대 계엄치하 당시의 대만을 배경으로 하며 대만의 문화 및 신화에 기하는 여러 가지 종교적 요소가 버무려져 있다.
2017년 1월 13일 정식출시. 데모의 경우는 스팀 그린라이트에서 2016년 6월 13일 출시.
본작의 원안은 레드 캔들 게임스의 설립자 Shun Ting-yao의 작. 2017년 2월 본작에 기하는 소설이 Ling Jing의 손에 의해 출시되었다. 그리고 2019년 9월 20일 워너 브로스 배급으로서 본작의 실사영화가 개봉했다.
본작의 음악은 대만의 작곡가 Weifan Chang의 작. 사운드트랙은 스팀에서 DLC로서 끼워져 판매되고 있다.

## 평가
본작은 상당히 호평되고 있다. 《렐리 온 호러》에서는 10점 만점의 9점을 받았으며 이곳에서는 평하되 "《반교》의 모든 측면이 한 개의 조화로운 발맞춤이 되어 우리 주위의 세계의 붕괴로 향하는 불가피한 재액으로 인도한다." 했다. 2017년 1월 출시이래 본작은 스팀에서 압도적 호평을 받고 있다. 아울러서 대만 스팀에서 매상 1위, 전세계에서는 3위까지 올랐다.
본작과 더불어 본작의 개발사의 《》은 하버드-옌칭 연구소에 보존되게 된다.

## 같이 보기
- 반공주의
- 대만의 역사
- 대만 문제